# Hala Sportowa Miejskiego Ośrodka Sportu i Rekreacji w Łodzi
Hala Sportowa Miejskiego Ośrodka Sportu i Rekreacji w Łodzi – hala widowiskowo-sportowa w Łodzi przy ul. ks. Skorupki 21 zbudowana w latach 50. XX w. W latach 1982–2016 w kuluarach hali mieściło się łódzkie Muzeum Sportu i Turystyki, przeniesione obecnie do Zatoki Sportu.

## Historia
Hala Sportowa, nazywana również „Pałacem Sportu”, została wybudowana w 1957 r. według projektu inżyniera Włodzimierza Prochaski z Politechniki Gdańskiej. Prace nad halą rozpoczęto w 1948 r. lecz zostały wstrzymane; wznowiono je w 1951 r. i wówczas do Prochaski dołączył Kamil Lisowski. Wówczas projekt został zmodyfikowany w duchu socrealizmu, w konsekwencji czego:

wokół hali wzniesiono niską „obudowę" z kolumnadą. Uproszczenie form, redukcja detalu oraz zastąpienie klasycznych kolumn słupami o kwadratowym przekroju umożliwiły jednak projektantom zachowanie konstruktywistycznego charakteru hali.

Hala została wyposażona w jedno z pierwszych w Polsce sztucznych lodowisk. W inauguracyjnym meczu na lodowisku rozegranym pod koniec grudnia 1957 Legia Warszawa pokonała Spartaka Moskwa 4:2, a spotkanie obejrzało 8 tys. widzów. 
Obiekt ma pojemność ok. 9 tys. osób i jest szóstym pod względem pojemności w Polsce. W 2007 na meczu Ligi Światowej siatkarzy Polska-Chiny, po dostawieniu dodatkowych miejsc, zanotowano frekwencję 9,5 tys. osób.
Inauguracja hali odbyła się 1 października 1957 roku. Odbył się wówczas mecz bokserski Polska – RFN. Polskę w walce reprezentowali m.in.: Kazimierz Paździor, Tadeusz Walasek iLeszek Drogosz.
W latach 1957–1991 w „Pałacu Sportu” swoje mecze rozgrywali hokeiści ŁKS-u Łódź. Podczas rozgrywanych przez nich ligowych pojedynków, hala wielokrotnie „pękała w szwach”. Na początku XXI wieku rozgrywały tu swoje mecze siatkarki Budowlanych Łódź oraz siatkarze Skry Bełchatów. Hala była gospodarzem 18 meczów w ramach LŚ siatkarzy w latach 1999–2008. W sezonie 2007/2008 odbył się w tej hali finał Ligi Mistrzów siatkarzy, w której uczestniczył zespół Skry Bełchatów, zajmując 3. miejsce. 
W hali miały miejsce znaczące wydarzenia muzyczne. W latach 80. odbywały się kilkukrotnie koncerty w ramach festiwali Rockowisko, występowali także liczni wykonawcy zagraniczni: Tangerine Dream, UK Subs, Kajagoogoo, Iron Maiden, Saxon, Shakin’ Stevens, Budgie.
W 2024 w hali zrealizowano zdjęcia walk bokserskich na potrzeby filmu Kulej. Dwie strony medalu.
Na co dzień w hali odbywają się imprezy sportowe, różnorodne przedsięwzięcia typu targowego, sala jest także wynajmowana na imprezy religijne.